# Krizsai Botond
Krizsai Botond  magyar amerikaifutball-játékos, a European League of Football sorozatban részt vevő Fehérvár Enthroners falembere.

## Pályafutása
2007-ben kezdte pályafutását a Zala Predators csapatánál. A sportolói múlttal nem rendelkező nagydarab ifjúból hamarosan a csapat fontos játékosa vált előbb a támadó-, majd a védőfalban, és két évvel később már a csapat kapitányává választották.
2013-ra Krizsai Magyarország egyik legjobb védőjátékosa lett, így a német másodosztályú Bielefeld Bulldogs leigazolta, ahol első évben 38 tackle és 1 sack, második évben 64 tackle és 5 sack fűződött a nevéhez. A 2015-ös szezon legjobb GFL 2-es védőfal-játékosa 2016 januárjában a másodosztályú Lübeck Cougars csapatához igazolt, de teljesítménye több élvonalbeli klub figyelmét is felkeltette, így végül a Dresden Monarchs csapatánál kötött ki a 2016-os szezonra.
Első élvonalbeli szezonja júniusban ért véget, amikor egy szerelés során elszakadt a bal térdében a keresztszalagja. 2017-ben térhetett vissza, és a drezdai csapat alapembereként tevékenyen részt vett benne, hogy a csapat negyeddöntőbe jutott. A következő két szezonban szintén a GFL-ben, a Hildesheim Invaders csapatában játszott, és itt játszott volna 2020-ban is, ha a Covid19-járvány miatt nem marad el a teljes szezon. Második hildesheimi évében a védőfalból a támadófalba, bal guard pozícióba került. A csapat az év végén visszalépett a további GFL-szerepléstől, Krizsai pedig a GFL másodosztályában szereplő Berlin Adler csapatába igazolt, aminek a megnyerése után 2022-ben a csapattal újra a GFL-ben szerepelhetett. A 2023-as szezont egy sérülés miatt teljes egészében kihagyta.
A 2024-es évre az European League of Football sorozatban részt vevő Fehérvár Enthroners csapatához igazolt.
Krizsai ugyan a legmagasabban jegyzett magyar amerikaifutball-játékos, de a szeptemberig tartó németországi szezonok (illetve 2016-ban a sérülése miatt is) nem játszott még a 2015-ben alakult magyar válogatottban.